# Setona Mizushiro
Setona Mizushiro (水城 せとな, Mizushiro Setona), née le 23 octobre 1971, est une mangaka japonaise.

## Biographie
Setona Mizushiro commence sa carrière en dessinant des dōjinshi.

### Documentation
- Hervé Brient, « Setona Mizushito », dans Manga 10 000 Images no 1, Éditions H, mai 2008, p. 52-53.
- Setona Mizushiro (int. Hadrien de Bats et Laurent Lefebvre), « », dans Manga 10 000 Images no 3, Versailles : Éditions H, septembre 2010, p. 145-152.